# Bulbophyllum sopoetanense
Bulbophyllum sopoetanense är en orkidéart som beskrevs av Rudolf Schlechter. Bulbophyllum sopoetanense ingår i släktet Bulbophyllum och familjen orkidéer. Inga underarter finns listade i Catalogue of Life.